# Solstice d'hiver (fête chinoise)
Pour les articles homonymes, voir Solstice (homonymie) et Dongzhi.

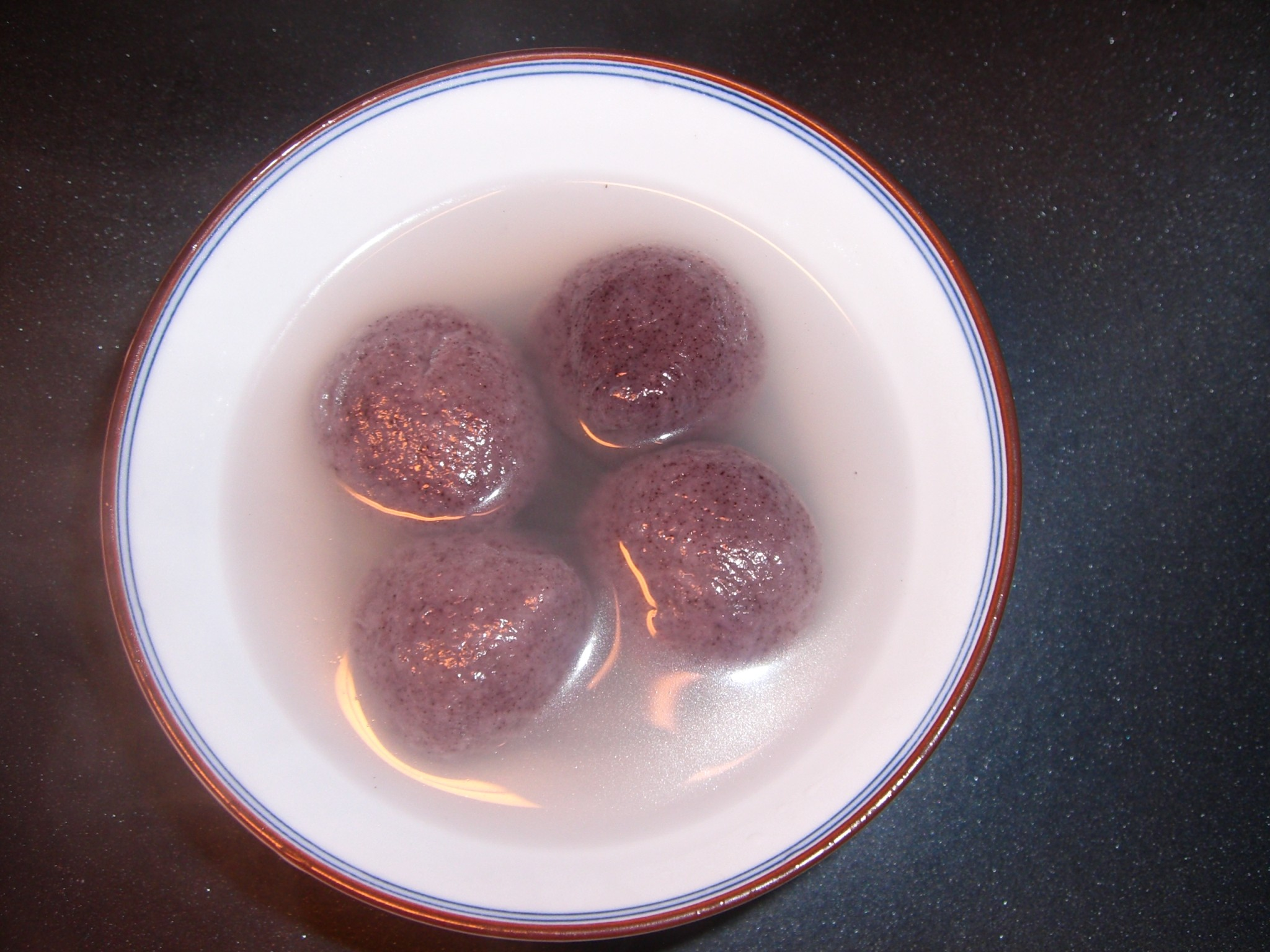
Tangyuan à base de farine de riz glutineux noir.

Le Solstice d'hiver (chinois : 冬至 ; pinyin : dōngzhì ; litt. « extrême de l'hiver ») compte parmi les fêtes les plus importantes en Chine et en Extrême-Orient. Elle est célébrée aux alentours du 21 décembre, quand le jour est le plus court.
Les origines de cette fête remontent à la philosophie d'harmonie et d'équilibre du cosmos (le Yin et le Yang). En effet, les jours recommencent à s'allonger après cette célébration : ce sont donc les flux d'énergie positive qui reviennent. Leur signification philosophique est symbolisée par le vingt-quatrième hexagramme ䷗, appelé fù (復, « retour »).
Traditionnellement, la fête du Dongzhi est aussi une occasion de réunir la famille. En particulier dans le sud de la Chine et dans les communautés chinoises d'outre-mer, le solstice d'hiver est l'occasion de cuisiner les tangyuan (湯圓, tāngyuán), ou balles de riz gluant, qui symbolisent la réunion. Les tangyuan sont faits de farine de riz et sont parfois colorés. Chaque membre de la famille reçoit au moins un grand tangyuan et plusieurs petits. Ces balles de farine peuvent être pleines ou fourrées. Elles sont cuites dans une soupe sucrée ou un bouillon, le tout servi ensemble dans un seul bol.
Dans le nord de la Chine, les gens mangent plutôt des raviolis. On dit que cette tradition a été initiée par le médecin Zhang Zhongjing (張仲景) de la dynastie Han,. Un jour d'hiver, alors qu'il faisait froid, il vit les miséreux souffrant d'engelures aux oreilles. Compatissant, il ordonna à ses disciples de préparer des boulettes de pâte avec de l'agneau et de les distribuer aux pauvres pour les réchauffer. Puisque les boulettes avaient une forme d'oreille, Zhang les nomma ainsi : jiāo ěr (嬌耳) ; qū hán jiāo ěr tāng (祛寒嬌耳湯) signifie « Soupe de boulettes qui protège du froid ». Depuis, la tradition s'est ancrée et les chinois mangent des boulettes de pâtes lors de la fête du solstice d'hiver pour empêcher les engelures aux oreilles.